# Lisa Pelikan
Lisa Pelikan (* 12. Juli 1954 in Berkeley, Kalifornien) ist eine US-amerikanische Schauspielerin.

## Biografisches
Lisa Pelikan wurde als Tochter einer Psychologin und eines Wirtschaftswissenschaftlers in Kalifornien geboren. Da ihr Vater für die OECD tätig war, musste die Familie häufig umziehen. Ihre Kindheit verbrachte Pelikan deshalb unter anderem in Japan, Frankreich und Italien, bevor sie als Teenager mit ihrer Familie in die Vereinigten Staaten zurückkehrte. In ihrer Kindheit wurde bei ihr ein Knochentumor diagnostiziert, weshalb ihr zeitweilig die Amputation ihres Beines drohte. Eine ursprünglich angestrebte Karriere als Balletttänzerin konnte Pelikan deshalb nicht verwirklichen. Stattdessen absolvierte sie nach ihrem Schulabschluss mithilfe eines Stipendiums eine Ausbildung zur Schauspielerin an der Juilliard School in New York City.
Anschließend begann sie ihre Arbeit als Darstellerin auf der Theaterbühne und spielte daneben auch erste Rollen in Fernsehproduktionen. Im Jahr 1977 gab Pelikan ihr Spielfilmdebüt mit der Darstellung der jungen Protagonistin im Filmdrama Julia. Bereits ein Jahr später konnte sie die Hauptrolle in dem Horrorfilm Jennifer übernehmen. Weitere Haupt- oder Nebenrollen schlossen sich im Laufe der Jahre in Filmen wie Swing Shift – Liebe auf Zeit (1984), Ghoulies (1985) oder Rückkehr zur blauen Lagune (1991) an. Daneben war Pelikan auch weiterhin als Fernsehdarstellerin aktiv und trat in vereinzelten Episoden von Serien wie Trapper John, M.D., Mord ist ihr Hobby oder Law & Order: Special Victims Unit auf.
Privat war Pelikan von 1981 bis 1984 mit dem Schauspieler Robert Harper verheiratet. 1986 heiratete sie in zweiter Ehe Bruce Davison, von dem sie sich 2006 scheiden ließ. Aus dieser Verbindung stammt ein gemeinsamer Sohn (* 1996). 2018 erlangte sie zusätzlich einen Master of Fine Arts in Acting von der California State University, Long Beach. Seitdem arbeitet sie in ihrem Bereich als Dozentin am HB Studio in New York City.

## Filmografie (Auswahl)
- 1977: Happy Days (Fernsehserie, eine Folge)
- 1977: Kojak – Einsatz in Manhattan (Kojak, Fernsehserie, eine Folge)
- 1977: Julia
- 1978: Jennifer
- 1979: Ein Mann in Wut (L'Homme en colère)
- 1983: Trapper John, M.D. (Fernsehserie, eine Folge)
- 1984: Remington Steele (Fernsehserie, eine Folge)
- 1984: The House of God
- 1984: Swing Shift – Liebe auf Zeit (Swing Shift)
- 1985: Ghoulies
- 1986: Hotel (Fernsehserie, eine Folge)
- 1987: Cagney & Lacey (Fernsehserie, eine Folge)
- 1989–1991: Mord ist ihr Hobby (Murder, She Wrote, Fernsehserie, zwei Folgen)
- 1990: Leon (Lionheart)
- 1991: In der Hitze der Nacht (In the Heat of the Night, Fernsehserie, eine Folge)
- 1991: Rückkehr zur blauen Lagune (Return to the Blue Lagoon)
- 1998: Shadow of Doubt – Schatten eines Zweifels (Shadow of Doubt)
- 2001: The Guardian – Retter mit Herz (The Guardian, Fernsehserie, eine Folge)
- 2002: Law & Order: Special Victims Unit (Fernsehserie, eine Folge)
- 2003: Strong Medicine: Zwei Ärztinnen wie Feuer und Eis (Strong Medicine, Fernsehserie, eine Folge)
- 2014: 10.000 Days (10,000 Days)
- 2015: Der Kreis (Circle)